# 13486 Morgangibson
13486 Morgangibson este o planetă minoră (asteroid), cu un diametru de 10,94 km, din centura de asteroizi. A fost descoperită pe 24 octombrie 1981 la Observatorul Palomar de Schelte J. Bus. 
Obiectul prezintă o orbită caracterizată de o semiaxă mare de 3,0439121 UAi, o excentricitate de 0,09, o înclinație de 9,21959 ° în raport cu ecliptica.